# هنری یکم، کنت شامپانی
هنری یکم که با لقب لیبرال نشاخته می‌شود، کنت شامپانی از سال ۱۱۵۲ تا ۱۱۸۱ بود. وی بزرگترین پسر تیبو دوم شامپانی و همسرش، ماتیلدا بود. پس از مرگ وی پسرش هنری دوم جانشین وی شد که بعدها با ازدواج با ایزابلا یکم پادشاه اورشلیم شد.